# コトヤマ
コトヤマは、日本の漫画家。以前はコトという名義だった。

## 略歴
- 子供の頃、「ゲゲゲの鬼太郎」と「ドラゴンボール」を読んで、鬼太郎と悟空を模写する毎日を送っていた[2]。
- 中学生の時、父親の影響で大友克洋の漫画にハマる。その頃から繰り返し読んでいるのは、「ドラゴンボール」「AKIRA」「ピンポン」[2]。
- 20歳頃から漫画を描き始める[2]。
- 2012年、BookLive!の雑誌『ComicLive! Drive』にて、「イグジス」でデビュー。
- インターネット上で漫画を執筆していた時に、週刊少年サンデー編集部にスカウトされる[3]。
- 2013年、「アズマ」がまんがカレッジにて佳作を受賞。
- 2014年30号から2018年20号まで、「だがしかし」を『週刊少年サンデー』（小学館）にて連載[4][5]。
- 2019年39号から2024年9号まで、「よふかしのうた」を『週刊少年サンデー』（小学館）にて連載[6][7]。
- 2020年8月18日 「よふかしのうた」とヨルシカの楽曲「逃亡」のコラボミュージックビデオがサンデーのYouTubeチャンネルに投稿された[8]。
- 2023年、『よふかしのうた』で第68回小学館漫画賞を受賞[1]。

## 作品リスト
- だがしかし（『週刊少年サンデー』2014年30号 - 2018年20号、小学館、全11巻）
- よふかしのうた（『週刊少年サンデー』2019年39号 - 2024年9号、小学館、全20巻）
  - よふかしのうた-楽園編-（『週刊少年サンデー』2025年31号[9] - 、小学館） - 短期集中連載[9]
- ミナソコ（『週刊少年サンデー』2024年50号[10]、2024年51号[11]） - 前後編[10]